# 塩田村 (兵庫県)
塩田村（しおたむら）は、兵庫県津名郡にあった村。現在の淡路市塩尾・下司・里にあたる。

## 地理
- 海洋：大阪湾

## 歴史
- 1877年（明治10年） - 近世以来の塩尾浦・下司村・塩田下村が合併して塩田浦となる。
- 1889年（明治22年）4月1日 - 町村制の施行により、塩田浦の区域を以って津名郡塩田村が発足。
- 1955年（昭和30年）4月1日 - 生穂町・佐野町・志筑町・大町村・中田村と合併して津名町が発足。同日塩田村廃止。

## 交通

### 道路
- 国道28号